# Resolutie 1642 Veiligheidsraad Verenigde Naties
Resolutie 1642 van de Veiligheidsraad van de Verenigde Naties werd op 14 december 2005 unaniem aangenomen door de VN-Veiligheidsraad en verlengde de VN-vredesmissie op Cyprus met een half jaar.

## Achtergrond
Nadat in 1964 geweld was uitgebroken tussen de Griekse en Turkse bevolkingsgroep op Cyprus stationeerden de VN de UNFICYP-vredesmacht op het eiland. Die macht wordt sindsdien om het half jaar verlengd. In 1974 bezette Turkije het noorden van Cyprus na een Griekse poging tot staatsgreep. In 1983 werd dat noordelijke deel met Turkse steun van Cyprus afgescheurd. Midden 1990 begon het toetredingsproces van (Grieks-)Cyprus tot de Europese Unie maar de EU erkent de Turkse Republiek Noord-Cyprus niet.

## Inhoud

### Waarnemingen
Volgens de secretaris-generaal bleef de situatie rond de Groene Lijn in Cyprus rustig en bleef het aantal incidenten dalen, al waren enkele van die incidenten onrustwekkend. Op beide partijen werd nu aangedrongen verdere spanningen te vermijden. In die zin was men bezorgd over enkele militaire oefeningen die waren gehouden. Voorts zaten de onderhandelingen over een politieke oplossing nog steeds in het slop.

### Handelingen
De Veiligheidsraad besloot het mandaat van UNFICYP te verlengen tot 15 juni 2006.
Bij de Turks-Cyprioten en het Turkse leger werd opnieuw aangedrongen het militaire status quo in Strovilia van voor 30 juni 2000 te herstellen.

## Verwante resoluties
- Resolutie 1568 Veiligheidsraad Verenigde Naties (2004)
- Resolutie 1604 Veiligheidsraad Verenigde Naties
- Resolutie 1687 Veiligheidsraad Verenigde Naties (2006)
- Resolutie 1728 Veiligheidsraad Verenigde Naties (2006)

Lijst ·  1581 ·  1582 ·  1583 ·  1584 ·  1585 ·  1586 ·  1587 ·  1588 ·  1589 ·  1590 ·  1591 ·  1592 ·  1593 ·  1594 ·  1595 ·  1596 ·  1597 ·  1598 ·  1599 ·  1600 ·  1601 ·  1602 ·  1603 ·  1604 ·  1605 ·  1606 ·  1607 ·  1608 ·  1609 ·  1610 ·  1611 ·  1612 ·  1613 ·  1614 ·  1615 ·  1616 ·  1617 ·  1618 ·  1619 ·  1620 ·  1621 ·  1622 ·  1623 ·  1624 ·  1625 ·  1626 ·  1627 ·  1628 ·  1629 ·  1630 ·  1631 ·  1632 ·  1633 ·  1634 ·  1635 ·  1636 ·  1637 ·  1638 ·  1639 ·  1640 ·  1641 ·  1642 ·  1643 ·  1644 ·  1645 ·  1646 ·  1647 ·  1648 ·  1649 ·  1650 ·  1651